# Chani
Pour les articles homonymes, voir Chani (homonymie).
Chani est un personnage de fiction issu du cycle de Dune de l'écrivain Frank Herbert, apparaissant dans les romans Dune et Le Messie de Dune.
Chani est une Fremen, concubine officielle de l’empereur Paul Atréides (Muad'Dib) et mère des jumeaux Leto II et Ghanima Atréides.

## Biographie du personnage

### Description
Chani est la fille du planétologiste impérial Liet Kynes et de son épouse fremen Faroula, et la petite-fille de Pardot Kynes, père de Liet.
Dans sa description de Chani, Frank Herbert parle d'elle comme ayant des « traits de lutin, des yeux noirs et profonds » et un « visage d'elfe ».
Son concubin, Paul Atréides, l’appelle souvent « Sihaya », ce qui signifie « Printemps du désert » en chakobsa, le langage des Fremen.
Le nom Chani est également une version courte du nom hébreu Hannah.

### DansDune
Dans Dune, la prescience de Paul Atréides commence à se manifester à travers ses rêves alors qu’il est encore sur la planète Caladan. Il voit Chani dans ses visions, même s’ils ne se sont pas encore rencontrés en chair et en os.
Paul et la Maison Atréides quittent alors Caladan pour la planète Arrakis, l’empereur Shaddam IV leur ayant ordonné d'occuper ce fiel planétaire. Mais le père de Paul, le duc Leto Atréides, est tué par la maison rivale des Atréides, les Harkonnen, aidée en sous-main par les soldats de l’empereur, les Sardaukars.
Paul, avec sa mère dame Jessica, sont alors contraints de fuir dans le désert d'Arrakis. Ils sont recueillis par les Fremen du Sietch Tabr menés par Stilgar, et dont Chani fait partie. Celle-ci sera chargée par Stilgar de la protection de Paul. Les deux sont bientôt amants, et Paul devient un prophète parmi les Fremen, prenant pour nom de guerre Muad'Dib, et celui d'Usul comme nom secret de son sietch. Prenant la tête des Fremen, Muad'Dib se lance à la reconquête de la planète, en tant que chef fremen et duc de la maison Atréides.
Comme tous les Fremen, Chani est une guerrière avant de rencontrer Paul. Après la formation au combat donnée par Paul et sa mère Jessica aux Fremen, Chani devient une redoutable combattante. 
Avec Paul, ils ont un premier enfant, nommé Leto, mais qui est tué alors qu’il était encore nourrisson lors d'un raid des soldats Sardaukars sur les palmeraies situées à l'extrême sud de la planète, refuge des civils fremen.
Après la destitution de l’empereur Shaddam IV par Paul et ses guerriers fremen, Paul prend comme épouse consort une des filles de Shaddam, la princesse Irulan. Cependant cette union n’est que formelle, ayant un but politique, puisque même si Chani, concubine de Paul, n’a pas le statut d’impératrice, elle l’est dans les faits.

### DansLe Messie de Dune
Dans Le Messie de Dune, douze ans plus tard, Chani est toujours la concubine de Paul, le couple étant toujours uni bien que Chani n'arrive pas à donner à Paul l'héritier qu'il espère de ses vœux.
Gardant à l’esprit leur programme génétique millénaire auquel Paul refuse de participer, les Sœurs du Bene Gesserit sont prêtes à tout pour reprendre le contrôle de la lignée des Atréides, craignant les effets que pourraient avoir des gènes fremen « sauvages » de Chani sur la progéniture Atréides. Désireux d’écarter leurs machinations, Paul négocie avec le Bene Gesserit par le biais de la Révérende Mère Gaius Helen Mohiam.
La princesse Irulan, elle-même formée par le Bene Gesserit et participant à un complot contre l’empereur, empêche Chani de concevoir un héritier impérial, lui donnant secrètement des contraceptifs pour l’empêcher de procréer. Toutefois, Chani, alors qu'elle fait retraite au Sietch Tabr, découvre qu'elle a été droguée par Irulan ; elle arrive peu après à tomber enceinte de Paul. Mais, du fait de l'héritage Atréides lors de la conception et à cause des contraceptifs qu'elle a ingurgité, la grossesse de Chani prend des proportions inquiétantes, les fœtus grandissant de manière accélérée, menaçant la vie de la mère, qui est forcée de se gaver d’Épice en grande quantité par les médecins.
À la naissance des enfants jumeaux de Chani, Leto II et Ghanima Atréides, leur mère, épuisée par l'effort, meurt.
Scytale, le représentant du Bene Tleilax, offre alors à Paul la possibilité de « ressusciter » Chani en tant que ghola (clone), en échange du contrôle de l’Empire ; mais Paul décline l’offre et tue Scytale, sachant bien que s'il acceptait leur offre, lui et Chani seraient ensuite les pantins du Bene Tleilax.

### DansLes Enfants de Dune
Dans Les Enfants de Dune, Chani, malgré sa mort, « vit » dans la mémoire Seconde (les souvenirs) de ses enfants jumeaux, Leto II et Ghanima, des enfants « pré-nés » (éveillés à la conscience prématurément pendant leur conception, à cause de l'Épice que leur mère a ingurgité en grande quantité).
Étant soumis en tant que « pré-nés » au risque de devenir des Abominations comme leur tante Alia (qui elle a été éveillée à la conscience quand sa mère dame Jessica a absorbé de l'essence d’Épice avant de devenir Révérende Mère), les deux jumeaux demandent conseil à la présence de leurs parents dans leur esprit pour les aider.
Mais, au cours de la consultation de la mémoire de leurs parents, la personnalité de Chani tente de posséder le corps de Ghanima. Leto réussit cependant à sauver sa sœur en faisant appel à la personnalité de Paul avec sa propre mémoire Seconde : Paul (agissant à travers le corps de Leto) se confronte alors à la présence de Chani dans le corps de Ghanima, et la convainc de relâcher sa possession du corps de sa fille.
Les présences des deux parents servent ensuite aux jumeaux comme protection contre leurs autres présences de leur esprit,  contenues dans leurs mémoires, évitant ainsi d’êtres possédés par l’Abomination.

### DansL’Empereur-Dieu de Dune
Dans L'Empereur-Dieu de Dune, la présence de Chani fait partie de la Mémoire Seconde de son fils Leto II, comme tous ses autres ancêtres. Celui-ci est en mesure de parler avec la voix de sa mère par sa propre bouche, sans être menacé de devenir l’Abomination, ayant un contrôle total de la psyché.

## Œuvres dérivées
Dans Les Chasseurs de Dune de Brian Herbert et Kevin J. Anderson, les gholas de Paul et Chani sont créés parmi d’autres pour aider l’Humanité dans la bataille avec les machines pensantes.
Dans Le Triomphe de Dune, Paul affronte un autre Paul Atréides ghola, nommé Paolo, créé par les Danseurs-Visage et manipulé par le sadique ghola du Baron Harkonnen. Paul est mortellement blessé, mais le traumatisme restaure ses souvenirs et il réussit à se guérir lui-même. Plus tard sur Dune, les gholas de Paul et Chani tentent de restaurer l’ancienne gloire de la planète.

## Interprètes
- Dans le film Dune (1984) de David Lynch, le personnage de Chani est interprété par l’actrice Sean Young.
- Dans les mini-séries télévisées Dune (2000) et Les Enfants de Dune (2000), le personnage est interprété par Barbora Kodetová.
- Dans le film Dune (2021) de Denis Villeneuve, le personnage est incarné par l'actrice Zendaya.